# Salònia
Salònia (en llatí Salonia) era una dama romana. Va ser la segona dona de Marc Porci Cató Censorí el censor. Era filla d'un escriba i client del seu pare.
Tenia 18 anys quan va seduir fàcilment al censor, ja gran però encara vigorós. El seu fill va rebre el nom de Marc Porci Cató Salonià i va ser l'avi de Cató d'Útica. Jeroni d'Estridó diu que la segona de Cató es deia Actòria Paula, però és, amb força certesa, un error del copista que es va confondre amb Emília Paula, la dona del seu fill.